# Tiquipaya
Tiquipaya è una città nel dipartimento di Cochabamba, nella Bolivia centrale. È la sede del comune di Tiquipaya, la terza sezione municipale della provincia di Quillacollo.
Conosciuta come la "città dei fiori", la città ospita molti allevatori di bovini da latte ed è nota per essere una zona molto visitata e produttiva, con una sorprendente diversità climatica dovuta alle valli, agli altipiani e alle regioni subtropicali.

## Cultura

### Università
La città ospita sedi della Universidad del Valle (UNIVALLE). Circa il 2% della popolazione di Tiquipaya è nata in un paese straniero, la maggior parte di essi sono studenti provenienti dal Brasile.